# Featherstone Castle

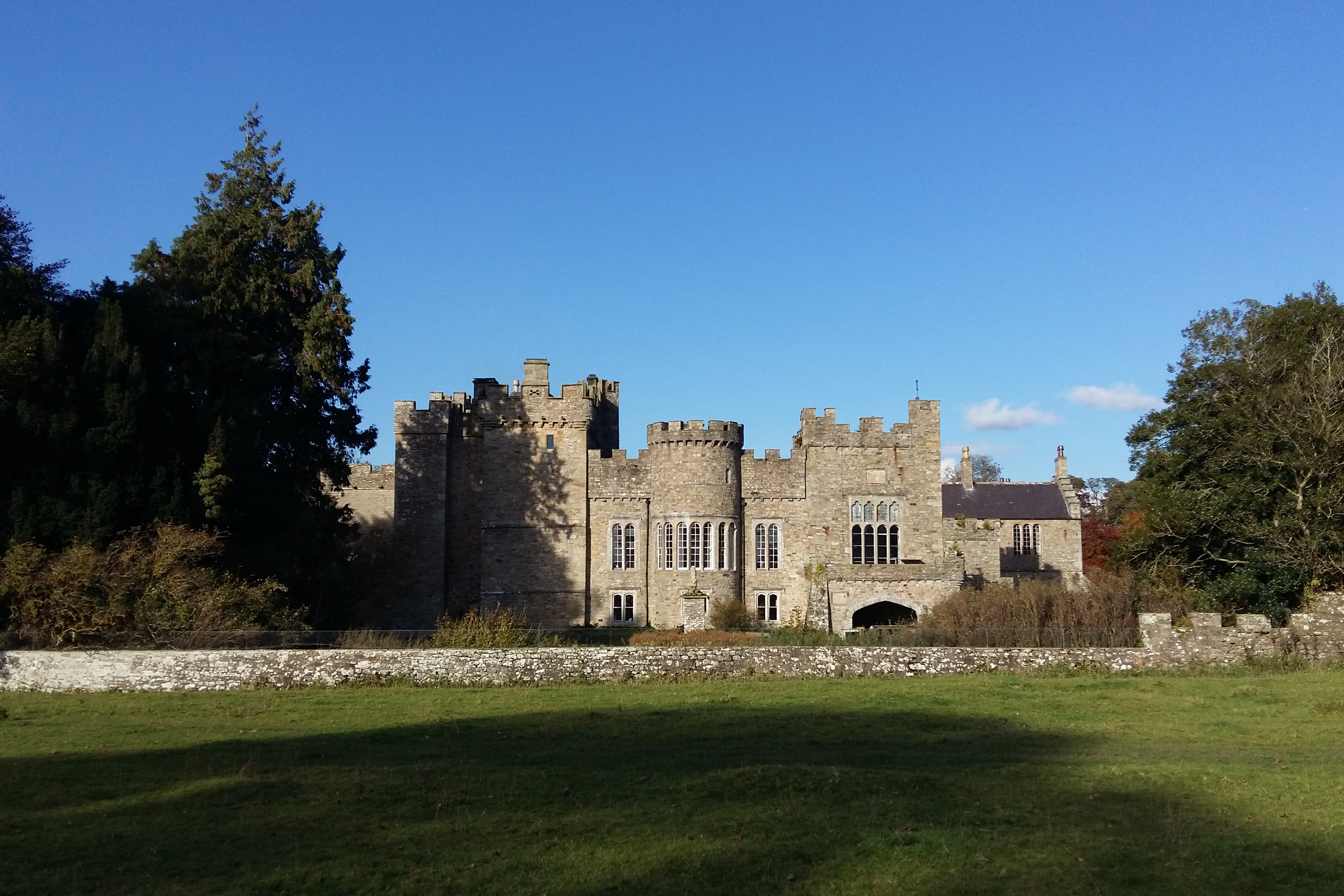
Featherstone Castle im Jahre 2016

Featherstone Castle ist ein Landhaus an den Ufern des South Tyne, etwa fünf Kilometer südwestlich der Kleinstadt Haltwhistle in der englischen Grafschaft Northumberland. Das große Gebäude in gotischem Stil ist von English Heritage als historisches Bauwerk I. Grades gelistet.

## Mittelalterliche Ursprünge
Die ersten Aufzeichnungen aus dieser Gegend stammen aus römischer Zeit. Im Jahre 122 n. Chr. bauten die Römer den Hadrianswall, der etwa fünf Kilometer nördlich von Featherstone Castle verläuft.
Das Herrenhaus, das im 11. Jahrhundert an der Stelle des heutigen Landhauses stand, gehörte der Familie Featherstonehaugh. In den Grenzkämpfen zwischen den Engländern und den Schotten spielte es eine bedeutende Rolle. An das ursprünglich im 13. Jahrhundert errichtete traditionelle Landhaus ließ Thomas de Featherstonehaugh 1330 einen dreistöckigen Peel Tower mit quadratischem Grundriss anbauen. Ein Bericht von 1541 beschreibt das Anwesen als Wohnturm in gutem Zustand, das von einem Thomas Featherstonehaugh bewohnt wird.

## Neuzeit

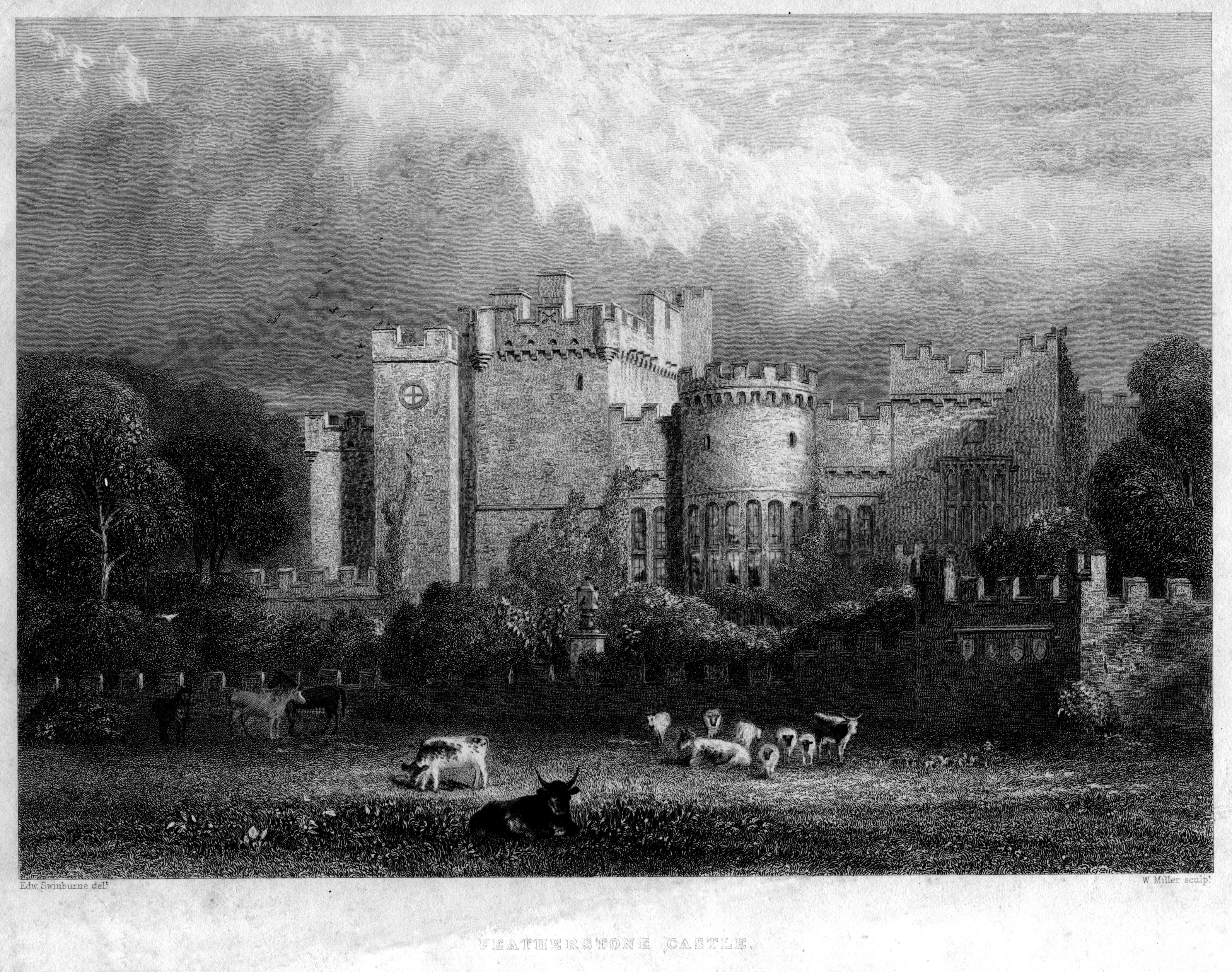
Featherstone Castle in einer Gravierung von William Miller

Im 17. Jahrhundert erwarb Sir William Howard, der Vater des 1. Earl of Carlisle, das Anwesen und ließ es umbauen und erheblich erweitern. 1711 kaufte Matthew Featherstonehaugh (1662–1762) das Haus vom Earl of Carlisle zurück. Ein Bericht von 1715 stellte „ein altes und gut gebautes Gebäude“ fest. Die Familie blieb in Besitz von Featherstone Castle, bis Sir Matthew Fetherstonehaugh das Anwesen um 1789 an den Politiker James Wallace verkaufte. Dessen Sohn Thomas Wallace ließ zwischen 1812 und 1830 verschiedene Umbauten durchführen. Lord Wallace vermachte das Anwesen dann seinem Neffen, Colonel James Hope (1807–1854), Sohn des Earl of Hopetoun, der daraufhin seinen Namen in „Hope-Wallace“ änderte.
Die vielen Umbauten führten zu einem großen zinnenbewehrten komplexen Landhaus mit rechteckigem Grundriss. Es hat einen Hof in der Mitte und Türme an jeder Ecke.

## Heute
1950 wurde das Anwesen erneut verkauft und wurde zur Privatschule Hillbrow School. Der Name der Schule stammte von ihrem ursprünglichen Standort in der Nähe der Rugby School in den Midlands. Die Hillbrow School war ursprünglich in Overslade House untergebracht, bis das Gebäude 1940 durch eine Landmine geschädigt worden war. 1961 zog die Schule in ein neues Gebäude, Ridley Hall, und Featherstone Castle wurde in ein Konferenz-, Wohn- und Veranstaltungszentrum für junge Leute und Studenten umgewandelt.